# Elena Mirošina
Elena Nikolaevna Mirošina (in russo Елена Николаевна Мирошина?; Mosca, 5 giugno 1974 – Mosca, 18 dicembre 1995) è stata una tuffatrice sovietica.
Bambina prodigio dello sport sovietico, vinse la sua prima medaglia importante ad appena 13 anni di età.

## Biografia
Specialista della piattaforma da dieci metri, rappresentò l'URSS ai campionati europei del 1987 e del 1991, vincendo l'oro in entrambe le occasioni, e ai campionati mondiali del 1991, dove fu medaglia d'argento. Nel 1992 partecipò alle Olimpiadi con la Squadra Unificata e conquistò anche allora l'argento. Nel 1993 decise di ritirarsi.
Il 10 dicembre 1995 venne trovata morta nello spiazzo antistante del condominio in cui viveva a Mosca; sarebbe precipitata da una delle finestre del suo appartamento. Aveva solo 21 anni. Non è mai stato chiarito se si sia trattato di suicidio, disgrazia oppure omicidio. 